# C/2009 E1 Itagaki
C/2009 E1 Itagaki este o cometă descoperită de către Kōichi Itagaki în 14 martie 2009.